# 松木健
松木 健（まつき けん、1961年（昭和36年） - ）は、日本の実業家、ジャーナリスト。毎日新聞社社長。

## 経歴・人物
岩手県出身。1985年（昭和60年）に東京外国語大学を卒業後、毎日新聞社に入社した。
経済部長、編集編成局長、執行役員を経て、19年に取締役に選任。東京本社代表・デジタル担当を委嘱される。
2022年（令和4年）2月21日に毎日新聞が創刊150年を迎えるのを機に、経営陣の世代交代を図るべく、4月1日付けで社長に昇格した。デジタル分野の強化や新規事業の開拓などによる改革を加速させるとしている。
日本新聞協会理事も務める。